# Baltenauslieferung

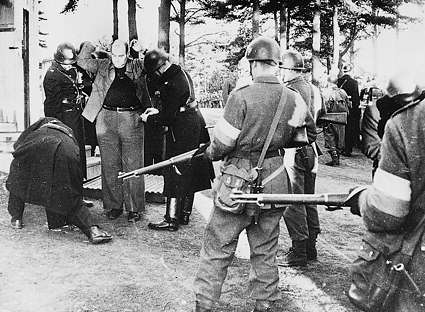
Baltische und deutsche Soldaten im Lager Eksjö

Die als Baltenauslieferung (schwedisch baltutlämningen) oder auch Deutschenauslieferung (schwedisch tyskutlämningen) bezeichnete Auslieferung internierter Angehöriger der Wehrmacht durch Schweden ereignete sich von November 1945 bis Januar 1946 nach Ende des Zweiten Weltkriegs. In Schweden befanden sich etwa 3000 internierte Angehörige der deutschen Streitkräfte, von denen durch Schweden etwa 2520 an die Sowjetunion und 50 an Polen ausgeliefert wurden. Etwa 310 Mann wurden an die britischen Besatzungsbehörden in Deutschland übergeben. 80 Mann entzogen sich der Auslieferung durch Selbstverstümmelung und wurden nach weiterer Internierung an zivile Behörden übergeben, einige wenige flüchteten.

## Internierung der Angehörigen der Wehrmacht in Schweden
Eine größere Zahl von Angehörigen der Wehrmacht war bei der Flucht vor der Roten Armee aus den letzten Brückenköpfen der Wehrmacht im östlichen Ostseeraum – der Halbinsel Hela, der Weichselmündung, Kurischen Nehrung und Kurland (Lettland) – mit Booten, Schiffen und Flugzeugen an der schwedischen Küste gestrandet bzw. dorthin geflüchtet. Ein Teil der so gelandeten Angehörigen der Wehrmacht setzte nach Instandsetzung der Fahrzeuge die Flucht in Richtung Schleswig-Holstein fort. 3000 deutsche Soldaten wurden in bis zu sechs schwedischen Lagern interniert: Bökeberg (nur im Mai 1945), Havdhem, Ränneslätt (bei Eksjö), Grunnebo (bei Trollhättan), Backamo (bei Uddevalla) und Rinkaby (bei Kristianstad).

## Gesuch um Auslieferung durch die Sowjetunion
Die sowjetische Führung forderte am 2. Juni 1945 von Schweden in einer Note die Auslieferung der Männer, die nach dem 8. Mai 1945 (dem Tag der bedingungslosen Kapitulation der Wehrmacht) aus deutschem Militärdienst in Gebieten, die nun formal unter sowjetischer Oberhoheit standen, nach Schweden gelangt waren. Die schwedische Regierung unter Ministerpräsident Per Albin Hansson und Außenminister Christian Günther erklärte daraufhin in ihrer Antwortnote vom 16. Juni 1945 ihre Bereitschaft, all diejenigen auszuliefern, die im Monat Mai 1945 aus dem sowjetisch beherrschten Territorium nach Schweden entkommen waren.
Im November 1945 schickte die Sowjetunion das Frachtschiff Kuban nach Trelleborg. Als der Auslieferungstermin zwei Wochen vorher bekannt wurde, kam es zu passivem Widerstand der Soldaten der Wehrmacht, von denen ein Teil in einen Hungerstreik trat. Auch Teile der schwedischen Bevölkerung protestierten. Da mehrere schwedische Offiziere die Vollstreckung des Auslieferungsbefehls verweigerten, wurde die Staatspolizei (Statspolisen) mit der Durchführung beauftragt. Am 30. November 1945, dem ersten Tag der Auslieferung, leisteten die Soldaten Widerstand, es kam zu Suiziden und Suizidversuchen sowie zu Selbstverstümmelungen.
Schweden war auf Grund der Haager Landkriegsordnung nicht dazu verpflichtet, die ehemaligen Soldaten der Wehrmacht auszuliefern, da das Land im Krieg neutral geblieben war. Am 27. November 1945 wandte sich das Internationale Komitee vom Roten Kreuz in einem Brief an die schwedische Regierung und legte ihr die Freilassung der Gefangenen nahe.

## Auslieferung
Im ersten Transport wurden 1.600 Mann ausgeliefert. Die Verwundeten folgten in zwei Transporten am 17. Dezember 1945 und 24. Januar 1946. Die einzelnen Transporte wurden zunächst im Lager „Zuckerfabrik“ in Libau (Lettland) gesammelt. Im Lagerjargon wurden diese Internierten auch „Schwedenfahrer“ genannt. Außerdem wurden etwa 310 Mann an die britischen Behörden in deren Besatzungszone in Deutschland ausgeliefert, da diese aus Norwegen, Dänemark, aus dem gegen die Royal Navy kämpfenden U-Boot U 3503 oder aus anderen von britischen Truppen eingenommenen Gebieten nach Schweden gekommen waren. Einigen Männern gelang die Flucht. Insgesamt wurden etwa 2.520 Angehörige der Wehrmacht an die Sowjetunion ausgeliefert – darunter 146 Männer, die aus dem Baltikum stammten. 130 der 146 ausgelieferten Balten waren lettische Angehörige der Waffen-SS, die in den Reihen der 15. Waffen-Grenadier-Division gekämpft hatten, bis Kriegsende im Kurland-Kessel oder Danzig eingeschlossen waren und dann über Bornholm oder Windau nach Schweden flüchten konnten. Die Auslieferung der Soldaten erfolgte in einer Zeit der Annäherung Schwedens an die Sowjetunion, mit der 1946 ein Wirtschaftsabkommen abgeschlossen wurde. Die Erforschung des weiteren Schicksals aller Ausgelieferten in der Kriegsgefangenschaft war 2005 noch nicht erfolgt.

## Rezeption
Schon während der Ereignisse kam es zu öffentlichen Debatten in Schweden, die sich vor allem an den baltischen Angehörigen der Wehrmacht entzündete, die meist in den Reihen der Waffen-SS gekämpft hatten. Obwohl nur 146 der internierten und an die Sowjetunion ausgelieferten Angehörigen der Wehrmacht baltischstämmig waren, während mehr als 2.400 der Ausgelieferten aus Deutschland in den Grenzen von 1937, Österreich, der Tschechoslowakei und anderen Ländern stammten, dominierte das Schicksal der Balten die öffentliche Diskussion. Das drückt sich auch im Begriff „Baltenauslieferung“ (schwedisch: baltutlämningen) aus, da Schweden sich den Balten historisch stark verbunden fühlte.
1968 veröffentlichte der schwedische Autor Per Olov Enquist über die Auslieferung den Roman Legionärerna, der unter dem Titel Die Ausgelieferten auch in Deutschland erschien. Der Roman wurde 1969 mit dem Literaturpreis des Nordischen Rates geehrt und 1970 in Schweden unter dem Titel Baltutlämningen verfilmt. Der Bestsellerautor und frühere SS-Offizier Paul Carell behandelte die Ereignisse 1980 in einem Kapitel eines Buches, das bis 1996 in neun Auflagen erschien.
Am 20. Juni 1994 empfing der schwedische König Karl Gustav eine Gruppe von 40 Balten, die die Auslieferung überlebt hatten, im Königlichen Schloss von Stockholm; während des Empfangs entschuldigte sich die schwedische Außenministerin Margaretha af Ugglas im Namen der Regierung für den „übereilten und fehlerhaften Auslieferungsbeschluss“.
Im Jahr 2000 riefen unter anderem der pensionierte schwedische Offizier Curt Ekholm, der über die Baltenauslieferung publiziert hatte, zur Stiftung eines privat finanzierten Denkmals in Trelleborg auf, das an die dramatischen Ereignisse an der schwedischen Küste während des Zweiten Weltkrieges erinnern sollte. Damit sollte der in der Ostsee ertrunkenen Flüchtlinge und KZ-Häftlinge, der durch Luftangriffe ums Leben gekommenen Flüchtlinge und der ausgelieferten Kriegsgefangenen – besonders während der „Baltenauslieferung“ – gedacht werden. Daraufhin wurde das Denkmal „Gestrandetes Flüchtlingsboot“ vom Steinmetz Christer Bording aus Glimåkra errichtet. Das Denkmal aus grauem Granit und Diabas zeigt ein weißes Beiboot auf einem dunklen Sockel; das Boot trägt die deutschsprachige rote Aufschrift „HEIMWEH“.